# Heather Olver
Heather Olver (Eastbourne, 15 de marzo de 1986) es una deportista británica que compitió en bádminton para Inglaterra. Ganó una medalla de bronce en el Campeonato Europeo de Bádminton de 2010, en la prueba de dobles.

## Palmarés internacional
| Representando a Inglaterra |                          |                   |        |
| Campeonato Europeo         |                          |                   |        |
| Año                        | Lugar                    | Medalla           | Prueba |
| 2010                       | Mánchester (Reino Unido) | Medalla de bronce | Dobles |